# Jaime Faria
Jaime Faria (Lisboa, 6 de agosto de 2003), é um tenista português. Torna-se no primeiro jogador português a vencer quatro torneios do circuito ITF em quatro semanas seguidas, no Algarve, entre fevereiro e março de 2024. Em meados de maio de 2024, Faria vence pela primeira vez um torneio Challenger, em Oeiras, e também a sua primeira em terra batida. Em 2025, o lisboeta estreia-se nas provas principais de três torneios do Grand Slam. O seu colega em pares costuma ser o seu compatriota Henrique Rocha, em que ganharam três torneios do circuito ITF e dois torneios Challenger.
Jaime Faria treina no Centro de Alto Rendimento do Jamor.

## Biografia
O pai de Jaime é professor de História da Arte e curador de museus. Desde criança, Jaime e o irmão passavam muito tempo em museus, ouvindo o pai falar sobre as peças expostas. Os irmãos até já tentaram pintar, e algumas das suas obras foram expostas pelo pai num museu.
Desde jovem, Jaime Faria dedicou-se a vários desportos, como ténis e futebol. O seu interesse pelo ténis nasceu depois de o seu pai ter comprado bilhetes para assistir aos jogos de alguns jogadores lendários, como John McEnroe, Marcelo Ríos e Mats Wilander, no Algarve. Neste evento, Jaime não tencionava ficar nos lugares reservados às crianças, pois desejava assistir melhor aos jogos nos bancos principais. Ele demonstrava grande fascínio pelos encontros e acompanhava-os com entusiasmo durante dias. Foi então que o lisboeta decidiu começar a praticar ténis, ingressando na federação aos 16 anos.

## Carreira

### 2022-2023: Duas vitórias em torneioITF(M15) e finalista na categoria M25 com entrada no top 500 (singulares), três vitórias na categoria M25 e 209ª posição (pares)
Em julho de 2022, Jaime Faria conquista o seu primeiro torneio no torneio ITF de Castelo Branco, contando para a categoria M15. Repetiria em outubro de 2022, no torneio de Monastir (Tunísia). Em setembro de 2023, o lisboeta atinge a final, desta vez, na categoria M25. A 18 de setembro de 2023, Faria entra no top 500, ocupando a 482ª posição do ranking ATP. Em pares, o lisboeta vence três torneios ITF com o seu compatriota Henrique Rocha. A sua melhor posição foi a 209ª, a 20 de novembro de 2023.

### 2024: Quatro torneios ITF seguidos com primeira vitória emChallengere top 150 (singulares), duas vitórias em Challenger e top 200 (pares)
Entre fevereiro e março de 2024, Jaime Faria vence quatro torneios do circuito ITF, na categoria M25, no Algarve, respetivamente, em Vila Real de Santo António, Faro, Quinta do Lago e Vale do Lobo. Com esta última vitória, o tenista subiria 60 posições, atingindo a 287ª posição do ranking ATP.
Jaime Faria consegue qualificar-se para o quadro principal do Estoril open de 2024 derrotando o húngaro Máté Valkusz por um duplo 6-4 e o eslovaco Lukáš Klein em três sets, por 6-4, 6-7(3-7) e 6-1. O seu próximo adversário deveria ser o francês Constant Lestienne, mas desistiu da competição. Foi substituído pelo espanhol David Jorda Sanchis, que havia sido derrotado nas eliminatórias, mas entrou como lucky loser. O português perde o encontro, em dois sets, por 6-7(4-7) e 1-6. No mesmo período, na Chéquia, no torneio de Ostrava, o lisboeta consegue mais uma vitória em pares, mas a primeira no circuito challenger e em terra batida, com Henrique Rocha diante da dupla alemã Jakob Schnaitter e Mark Wallner, por 7–5 e 6–3. Este resultado lhe permitiu atingir o 192º lugar, no dia 6 de maio de 2024. No dia 18 de maio, o tenista português conquista uma vitória importante para a sua carreira ao sagrar-se campeão pela primeira vez de um torneio Challenger, no open do Oeiras 4, em Portugal, ao derrotar o sueco Elias Ymer por 3-6, 7-6(7-3) e 6-4. O tenista português tinha entrado como wild card, ou seja, foi convidado para jogar nesse torneio. Com esta vitória, Jaime Faria subiria 50 lugares, estreando-se no top 200, no 183º lugar do ranking ATP.
No Torneio de Roland Garros, Jaime Faria atinge a terceira eliminatória para a qualificação no quadro principal mas perde frente ao brasileiro Felipe Meligeni Alves, em dois sets.
Em setembro, Faria vence na variante de pares o seu segundo título Challenger, em Cassis na França, com Henrique Rocha, ao derrotar os franceses Manuel Guinard e Matteo Martineau, em dois sets, pelos parciais de 7-6(7–5) e 6–4. Um mês depois, o tenista ascende ao lugar 147º do ranking, depois de atingir a final do Challenger de Valência que perderia contra o espanhol Pedro Martinez (1-6 e 3-6) atual 39º, tornando-se no décimo português da história a alcançar o top 150. 
Em setembro, Jaime Faria joga três encontros da Taça Davis, frente a seleção norueguesa. Perde-os respetivamente contra Nicolai Budkov Kjaer (6-4, 3–6, 6-7(4-7)); em pares, com Francisco Cabral, contra a dupla Viktor Durasovic / Casper Rudd (5–7, 3–6); e Casper Ruud (6–7(3-7), 2–6). 
Em finais de outubro, Jaime Faria conquista a seu segundo título Challenger em singulares, na cidade de Curitiba no Brasil. Venceu o anfitrião Meligeni Alves, em dois sets por um duplo 6-4. Com esta vitória, o tenista português ascenderia no lugar 120 da ATP.

### 2025: Estreia em três torneios do Grand Slam
Em meados de janeiro, Jaime Faria qualifica-se pela primeira vez no quadro principal de um torneio do Grand Slam, no Open da Austrália, tendo vencido, na sua estreia, o russo Pavel Kotov, em três sets pelos parciais de 6-1, 6-1 e 7-5. Na segunda ronda, defronta o sérvio Novak Djokovic no qual perde o encontro em quatro sets (1-6, 7-6(7-4), 3-6 e 2-6). Ainda assim, vence o duelo no jogo decisivo do segundo set.
Em meados de fevereiro, Jaime Faria teve uma boa prestação na sua estreia em ATP 500 no torneio do Rio de Janeiro, atingindo os quartos de final, onde foi derrotado pelo argentino Camilo Ugo Carabelli, pelos parciais de 6-7(5-7) e 4-6. Com este desempenho, o tenista lisboeta subiu ao 87.º lugar do ranking ATP a 24 de fevereiro. No final do mês, Faria voltou a alcançar os quartos de final, desta vez num torneio ATP 250, em Santiago (Chile). Num confronto muito equilibrado, acabou por ser derrotado pelo sérvio Laslo Đere, pelos parciais de 6-7(5-7), 6-4 e 4-6.
O lisboeta teve alguns problemas físicos nos últimos três meses, tendo disputado apenas quatro jogos. Em maio, seguiria pela primeira vez a primeira ronda do torneio de Roland Garros depois de vencer três jogos na fase de qualificação. É derrotado em quatro sets (1-6, 6-3, 3-6 e 2-6) frente ao norte-americano Jenson Brooksby. Logo a seguir, o mesmo viria a acontecer em Wimbledon com o tenista a estrear-se no quadro principal depois de passar a fase de qualificação, tendo perdido o seu primeiro encontro para o italiano Lorenzo Sonego, em três sets, após 1h43, por 3-6, 4-6 e 2-6.

## Finais de carreira

### ITF Circuito Masculino e ATP Challenger Tour

#### Singulares: 10 (8 títulos, 2 finais perdidas)
| Categoria                 |
| ------------------------- |
| ATP Challenger Tour (2–1) |
| Futures (6–1)             |

| Superfície         |
| ------------------ |
| Hardcourt (6–1)    |
| Terra batida (2–1) |
| Relva (0–0)        |
| Carpete (0–0)      |

| Resultado | Data                    | Categoria  | Torneio                                  | Superfície   | Adversário                  | Parciais                |
| --------- | ----------------------- | ---------- | ---------------------------------------- | ------------ | --------------------------- | ----------------------- |
| Vencedor  | julho de 2022           | Futures    | M15 Castelo Branco, Portugal             | Hardcourt    | Robin Bertrand (FRA)        | 6–3, 7–6(8–6)           |
| Vencedor  | outubro de 2022         | Futures    | M15 Monastir, Tunísia                    | Hardcourt    | Hady Habib (LBN)            | 7–5, 6–4                |
| Finalista | setembro de 2023        | Futures    | M25 Sintra, Portugal                     | Hardcourt    | Harry Wendelken (GBR)       | 6–3, 2–6, 6–7(4–7)      |
| Vencedor  | 25 de fevereiro de 2024 | Futures    | M25 Vila Real de Santo António, Portugal | Hardcourt    | Jelle Sels (NED)            | 6-3, 6-0                |
| Vencedor  | 3 de março de 2024      | Futures    | M25 Faro, Portugal                       | Hardcourt    | Vilius Gaubas (LTU)         | 6-1, 6-3                |
| Vencedor  | 10 de março de 2024     | Futures    | M25 Quinta do Lago, Portugal             | Hardcourt    | Hady Habib (LBN)            | 7-6(7-6), 6-7(3-7), 1-6 |
| Vencedor  | 17 de março de 2024     | Futures    | M25 Vale do Lobo, Portugal               | Hardcourt    | Hynek Barton (GBR)          | 6-2, 3-1 (desistiu)     |
| Vencedor  | 18 de maio de 2024      | Challenger | Oeiras, Portugal                         | Terra batida | Elias Ymer (SWE)            | 3-6, 7-6(7-3), 6-4      |
| Finalista | 13 de outubro de 2024   | Challenger | Valência, Espanha                        | Terra batida | Pedro Martinez (ESP)        | 1-6, 3-6                |
| Vencedor  | 27 de outubro de 2024   | Challenger | Curitiba, Brasil                         | Terra batida | Felipe Meligeni Alves (BRA) | 6-4, 6-4                |

| Categoria                 |
| ------------------------- |
| ATP Challenger Tour (2–2) |
| Futures (3–4)             |

| Superfície         |
| ------------------ |
| Hardcourt (4–2)    |
| Terra batida (1–4) |
| Relva (0–0)        |
| Carpete (0–0)      |

| Categoria                 |
| ------------------------- |
| ATP Challenger Tour (2–2) |
| Futures (3–4)             |

| Superfície         |
| ------------------ |
| Hardcourt (4–2)    |
| Terra batida (1–4) |
| Relva (0–0)        |
| Carpete (0–0)      |

| Resultado | Data                   | Categoria  | Torneio                              | Superfície   | Parceiro             | Adversário                                         | Parciais            |
| --------- | ---------------------- | ---------- | ------------------------------------ | ------------ | -------------------- | -------------------------------------------------- | ------------------- |
| Finalista | 30 de abril de 2023    | Futures    | M25 Santa Margherita di Pula, Itália | Terra batida | Henrique Rocha (POR) | Mick Veldheer (NED) · Kai Wehnelt (GER)            | 6-3, 1-6, 12-14     |
| Finalista | 20 de maio de 2023     | Challenger | Oeiras, Portugal                     | Terra batida | Henrique Rocha (POR) | Luke Johnson (GBR) · Sem Verbeek (NED)             | 7–6(8–6), 5-7, 6-10 |
| Finalista | 27 de maio de 2023     | Futures    | M25 Mataró, Espanha                  | Terra batida | Henrique Rocha (POR) | Rémy Bertola (SWI) · Gianmarco Ferrari (ITA)       | 6–7(4–7), 6-2, 9-11 |
| Vencedor  | 18 de junho de 2023    | Futures    | M25 Martos, Espanha                  | Hardcourt    | Henrique Rocha (POR) | Ramkumar Ramanathan (IND) · Parikshit Somani (IND) | 6-3, 7–6(7–3)       |
| Finalista | 10 de setembro de 2023 | Futures    | M25 Sintra, Portugal                 | Hardcourt    | Henrique Rocha (POR) | Johannes Ingildsen (DEN) · Fred Simonsson (SWE)    | 6–7(5–7), 6-3, 7-10 |
| Finalista | 17 de setembro de 2023 | Futures    | M25 Sintra, Portugal                 | Hardcourt    | Henrique Rocha (POR) | Dali Blanch (USA) · Martin Damm (USA)              | 1-6, 2-6            |
| Vencedor  | 24 de setembro de 2023 | Futures    | M25 Setúbal, Portugal                | Hardcourt    | Henrique Rocha (POR) | Fred Gil (POR) · Diogo Marques (POR)               | 6-3, 6-3            |
| Finalista | 7 de outubro de 2023   | Challenger | Lisboa, Portugal                     | Terra batida | Henrique Rocha (POR) | Karol Drzewiecki (POL) · Zdeněk Kolář (CZE)        | 3-6, 6–7(5–7)       |
| Vencedor  | 14 de outubro de 2023  | Futures    | M25 Tavira, Portugal                 | Hardcourt    | Henrique Rocha (POR) | Aleksandr Braynin (UKR) · David Pichler (AUT)      | 6-3, 6-1            |
| Vencedor  | 28 de abril de 2024    | Challenger | Ostrava, Chéquia                     | Terra batida | Henrique Rocha (POR) | Jakob Schnaitter (GER) · Mark Wallner (GER)        | 7–5, 6–3            |
| Vencedor  | 7 de setembro de 2024  | Challenger | Cassis, França                       | Hardcourt    | Henrique Rocha (POR) | Manuel Guinard (FRA) · Matteo Martineau (FRA)      | 7-6(7–5), 6–4       |

| Resultado | No. | Tipo de encontro (parceiro, se aplicável) | Nação adversária | Jogador(es) adversário(s) | Parciais | |
| 1–3; Grupo Mundial I da Taça Davis de 2024; 13–14 de setembro de 2024; Nadderud Arena, Bekkestua, Noruega; Grupo Mundial I, primeira ronda; Hardcourt (indoor) | 1–3; Grupo Mundial I da Taça Davis de 2024; 13–14 de setembro de 2024; Nadderud Arena, Bekkestua, Noruega; Grupo Mundial I, primeira ronda; Hardcourt (indoor) | 1–3; Grupo Mundial I da Taça Davis de 2024; 13–14 de setembro de 2024; Nadderud Arena, Bekkestua, Noruega; Grupo Mundial I, primeira ronda; Hardcourt (indoor) | 1–3; Grupo Mundial I da Taça Davis de 2024; 13–14 de setembro de 2024; Nadderud Arena, Bekkestua, Noruega; Grupo Mundial I, primeira ronda; Hardcourt (indoor) | 1–3; Grupo Mundial I da Taça Davis de 2024; 13–14 de setembro de 2024; Nadderud Arena, Bekkestua, Noruega; Grupo Mundial I, primeira ronda; Hardcourt (indoor) | 1–3; Grupo Mundial I da Taça Davis de 2024; 13–14 de setembro de 2024; Nadderud Arena, Bekkestua, Noruega; Grupo Mundial I, primeira ronda; Hardcourt (indoor) | 1–3; Grupo Mundial I da Taça Davis de 2024; 13–14 de setembro de 2024; Nadderud Arena, Bekkestua, Noruega; Grupo Mundial I, primeira ronda; Hardcourt (indoor) |
| --- | --- | --- | --- | --- | --- | --- |
| Derrota | 1 | Singulares | Seleção norueguesa da Taça Davis (NOR) | Nicolai Budkov Kjaer | 6-4, 3–6, 6-7(4-7) | |
| Derrota | 2 | Pares (com Francisco Cabral) | | Viktor Durasovic / Casper Rudd | 5–7, 3–6 | |
| Derrota | 3 | Singulares | | Casper Rudd | 6–7(3-7), 2–6 | |

| Resultado | Data                   | Categoria  | Torneio                              | Superfície   | Parceiro             | Adversário                                         | Parciais            |
| --------- | ---------------------- | ---------- | ------------------------------------ | ------------ | -------------------- | -------------------------------------------------- | ------------------- |
| Finalista | 30 de abril de 2023    | Futures    | M25 Santa Margherita di Pula, Itália | Terra batida | Henrique Rocha (POR) | Mick Veldheer (NED) · Kai Wehnelt (GER)            | 6-3, 1-6, 12-14     |
| Finalista | 20 de maio de 2023     | Challenger | Oeiras, Portugal                     | Terra batida | Henrique Rocha (POR) | Luke Johnson (GBR) · Sem Verbeek (NED)             | 7–6(8–6), 5-7, 6-10 |
| Finalista | 27 de maio de 2023     | Futures    | M25 Mataró, Espanha                  | Terra batida | Henrique Rocha (POR) | Rémy Bertola (SWI) · Gianmarco Ferrari (ITA)       | 6–7(4–7), 6-2, 9-11 |
| Vencedor  | 18 de junho de 2023    | Futures    | M25 Martos, Espanha                  | Hardcourt    | Henrique Rocha (POR) | Ramkumar Ramanathan (IND) · Parikshit Somani (IND) | 6-3, 7–6(7–3)       |
| Finalista | 10 de setembro de 2023 | Futures    | M25 Sintra, Portugal                 | Hardcourt    | Henrique Rocha (POR) | Johannes Ingildsen (DEN) · Fred Simonsson (SWE)    | 6–7(5–7), 6-3, 7-10 |
| Finalista | 17 de setembro de 2023 | Futures    | M25 Sintra, Portugal                 | Hardcourt    | Henrique Rocha (POR) | Dali Blanch (USA) · Martin Damm (USA)              | 1-6, 2-6            |
| Vencedor  | 24 de setembro de 2023 | Futures    | M25 Setúbal, Portugal                | Hardcourt    | Henrique Rocha (POR) | Fred Gil (POR) · Diogo Marques (POR)               | 6-3, 6-3            |
| Finalista | 7 de outubro de 2023   | Challenger | Lisboa, Portugal                     | Terra batida | Henrique Rocha (POR) | Karol Drzewiecki (POL) · Zdeněk Kolář (CZE)        | 3-6, 6–7(5–7)       |
| Vencedor  | 14 de outubro de 2023  | Futures    | M25 Tavira, Portugal                 | Hardcourt    | Henrique Rocha (POR) | Aleksandr Braynin (UKR) · David Pichler (AUT)      | 6-3, 6-1            |
| Vencedor  | 28 de abril de 2024    | Challenger | Ostrava, Chéquia                     | Terra batida | Henrique Rocha (POR) | Jakob Schnaitter (GER) · Mark Wallner (GER)        | 7–5, 6–3            |
| Vencedor  | 7 de setembro de 2024  | Challenger | Cassis, França                       | Hardcourt    | Henrique Rocha (POR) | Manuel Guinard (FRA) · Matteo Martineau (FRA)      | 7-6(7–5), 6–4       |

| Resultado | No. | Tipo de encontro (parceiro, se aplicável) | Nação adversária | Jogador(es) adversário(s) | Parciais | |
| 1–3; Grupo Mundial I da Taça Davis de 2024; 13–14 de setembro de 2024; Nadderud Arena, Bekkestua, Noruega; Grupo Mundial I, primeira ronda; Hardcourt (indoor) | 1–3; Grupo Mundial I da Taça Davis de 2024; 13–14 de setembro de 2024; Nadderud Arena, Bekkestua, Noruega; Grupo Mundial I, primeira ronda; Hardcourt (indoor) | 1–3; Grupo Mundial I da Taça Davis de 2024; 13–14 de setembro de 2024; Nadderud Arena, Bekkestua, Noruega; Grupo Mundial I, primeira ronda; Hardcourt (indoor) | 1–3; Grupo Mundial I da Taça Davis de 2024; 13–14 de setembro de 2024; Nadderud Arena, Bekkestua, Noruega; Grupo Mundial I, primeira ronda; Hardcourt (indoor) | 1–3; Grupo Mundial I da Taça Davis de 2024; 13–14 de setembro de 2024; Nadderud Arena, Bekkestua, Noruega; Grupo Mundial I, primeira ronda; Hardcourt (indoor) | 1–3; Grupo Mundial I da Taça Davis de 2024; 13–14 de setembro de 2024; Nadderud Arena, Bekkestua, Noruega; Grupo Mundial I, primeira ronda; Hardcourt (indoor) | 1–3; Grupo Mundial I da Taça Davis de 2024; 13–14 de setembro de 2024; Nadderud Arena, Bekkestua, Noruega; Grupo Mundial I, primeira ronda; Hardcourt (indoor) |
| --- | --- | --- | --- | --- | --- | --- |
| Derrota | 1 | Singulares | Seleção norueguesa da Taça Davis (NOR) | Nicolai Budkov Kjaer | 6-4, 3–6, 6-7(4-7) | |
| Derrota | 2 | Pares (com Francisco Cabral) | | Viktor Durasovic / Casper Rudd | 5–7, 3–6 | |
| Derrota | 3 | Singulares | | Casper Rudd | 6–7(3-7), 2–6 | |